# 维勒图雷
维勒图雷（法語：Villetoureix，法語發音：[viltuʁɛ]）是法国多尔多涅省的一个市镇，属于佩里格区。

## 地理
维勒图雷（45°15'47"N, 0°21'45"E）面积16.4 平方千米，位于法国新阿基坦大区多爾多涅省，该省份为法国西南部内陆省份，是法國本土面积第三大的省，大致对应佩里戈尔地区，北起顺时针与夏朗德省、上维埃纳省、科雷兹省、洛特省、洛特-加龙省、吉倫特省和滨海夏朗德省接壤。
与维勒图雷接壤的市镇（或旧市镇、城区）包括：贝尔特里克-比雷、塞勒、德罗讷河畔圣梅阿尔、里贝拉克、阿勒芒。

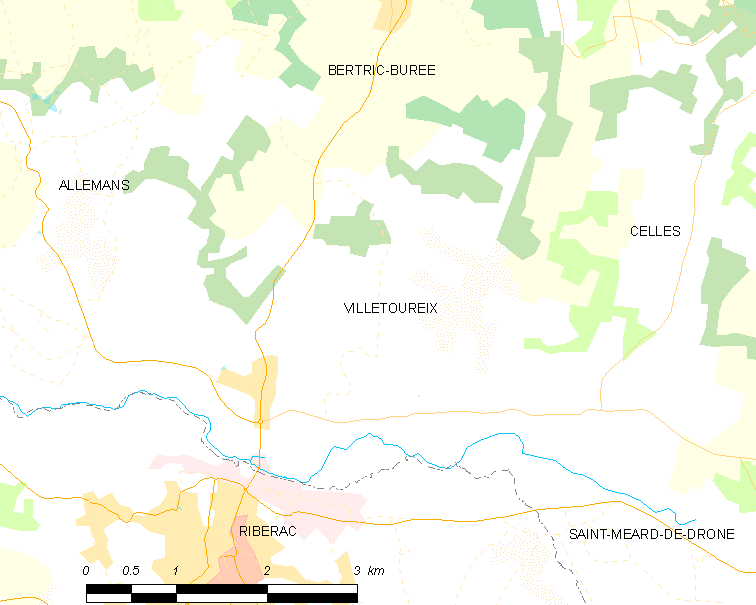
维勒图雷的OSM定位图

维勒图雷的时区为UTC+01:00、UTC+02:00（夏令时）。

## 行政
维勒图雷的邮政编码为24600，INSEE市镇编码为24586。

## 政治
维勒图雷所属的省级选区为里贝拉克县。

## 人口

1962-2008年间维勒图雷人口变化图示

维勒图雷于2022年1月1日时的人口数量为893人。